# Зельеваренье (настольная игра)
Зельеварение. Практикум (англ. Potion-making: Practice) — настольная игра. Игра была создана Сергеем Мачиным в 2005 году, и входит в серию «Правильные игры».

## Игровой процесс
В данной карточной игре игроки выполняют роль магов, обучающихся в Школе Магии. Каждый игрок пытатется собрать необходимые компоненты чтобы произвести магические эликсиры, порошки, талисманы и даже магических существ. За каждую собранный сущность игрок получает очки: чем труднее рецепт — тем больше очков игрок получит, когда его соберет.
Колода состоит из 76 карт. На каждой карте внизу обозначен один из 16 элементов, а вверху — рецепт или заклятье. Каждый игрок начинает игру с 4 картами в руке. 4 карты лицом вверх лежат на «Столе Элементов». Игроки могут использовать эти общие элементы чтобы собирать рецепты из руки.
В свой ход игрок берет карту пока у него не станет 5 карт в руке, затем он играет одну или больше карт из руки. Он может: 
- положить карту как элемент на Стол Элементов. Игрок получает 1 очко, если такой элемент ещё не был представлен на Столе.
- Взять элементы со Стола Элементов чтобы сыграть рецепт из руки. Игрок получает очки за собранный элемент согласно числу, указанному вверху карты. карты ингредиентов кладутся лицом вниз над картой собранного рецепта. Карта собранного рецепта кладется лицом вверх, чтобы все игроки видели рецепт.
- Использовать один или несколько ранее собранных рецептов вместе с требуемыми элементами — чтобы собрать более сложный рецепт.

Все элементы для соответствующих рецептов возвращаются на Стол Элементов. Каждый оппонент, чей рецепт был использован для собирания сложного рецепта, получает, получает половину очков за собранный рецепт.
- Сыграть заклятье с руки: чтобы взять карту со Стола в руку; чтобы разобрать собранный рецепт или трансформировать один рецепт в другой. После розыгрыша заклятья иногда можно сыграть ещё одну карту, которая в свою очередь тоже может быть заклятьем

После того, как колода закончилась, игроки продолжают играть пока все игроки не останутся без карт. Игрок с наибольшим количеством очков выигрывает.

## Дополнения к игре

### Зельеварение. Университетский курс
Зельеварение. Университетский курс (англ. Potion-Making. Univercity Course) — первое официальное дополнение к игре, вышедшее в 2006 году на русском языке. В 2012 году вышло английское издание.

Это дополнение позволяет значительно разнообразить игру «Зельеварение», делает её более сложной и более интересной. Чтобы играть в «Университетсвий курс», необходимо использовать также базовый набор «Зельеварение. Практикум». Игра ведется одновременно двумя колодами, которые располагаются на игровом столе раздельно, чтобы в процессе игры можно было выбрать, из какой колоды брать карты.
Перед началом игры каждому из игроков с верха колод выдается по 6 карт: 4 карты из базовой колоды («Практикум») и 2 карты из колоды «Университетский курс». Затем верхние 4 карты с колоды «Практикум» и 2 карты с колоды «Университетский курс» выкладываются в шкаф элементов как стартовые элементы.
Игра продолжается до того момента, пока не кончатся карты в обеих колодах и на руках у всех игроков. Игрок, набравший к этому моменту наибольшее количество очков — победил. Так как игра может сильно затянутся можно ограничить игру по очкам: 40, 60, 80 очками. В этом случае игрок, который первый получил указанное количество очков — победил.
Ход каждого игрока состоит из трёх фаз. 
1. В первую фазу игрок берет карты с любой из колод до 7 карт в руке. Если у него 8 и более карт в руке, он не берет карты и пропускает эту фазу хода.
2. Во вторую фазу игрок должен либо взять карту из колод либо сыграть карту из руки. Игрок не может брать карту если на руке 8 и более карт. В этом случае он обязан сыграть карту.
3. В третью фазу игрок должен сыграть карту.
Среди элементов и рецептов добавляются:
- «Элементарная магема» — заменяет собой любой элемент при сборе рецептов
- «Эликсир универсальности» — заменяет собой любой простой (двухкомпонентный) эликсир. Может быть собран из двух любых элементов
- «Порошок жизни» — при сборе рецепта существа заменяет собой любой порошок.
- Младшие талисманы — талисманы, наделяющие игрока дополнительными статичными эффектами (например, получать 1 очко, если есть другой игрок у которого больше победных очков).
- Новые заклятья, их большое разнообразие.

### Зельеварение. Гильдия Алхимиков
Зельеварение. Гильдия Алхимиков (англ. Potion-Making. Guild of Alchemists) — второе официальное дополнение к игре, также вышедшее вышедшее в 2006 году на русском языке. В 2012 году вышло английское издание.

Игроки — члены Гильдии, собирая различные рецепты и создавая Последовательность Великого Делания, пытаются получить Философский Камень.
Чтобы играть в «Гильдию Алхимиков», необходимо использовать базовый набор «Зельеварение. Практикум». По желанию можно добавить «Университетский курс» . В этом случае игра будет вестись с тремя раздельно расположенными колодами.
Игра продолжается до того момента, пока не кончатся карты в обеих колодах и на руках у всех игроков, либо пока кто-то из игроков не завершит Последовательность Великого Делания, создав Философский Камень. Игрок, набравший к этому моменту наибольшее количество очков победил. Так как игра может сильно затянутся можно ограничить игру по очкам: 40, 60, 80 очками. В этом случае игрок, который первый получил указанное количество очков — победил.
При игре Практикум + Гильдия Алхимиков начало игры такое: каждому из игроков раздается по 6 карт: 4 из базовой колоды и 2 из колоды «Гильдия Алхимиков». Затем 4 карты из базовой колоды и 2 из колоды дополнения кладутся на стол в качестве элементов.
При игре Практикум + Университетский Курс _Гильдия Алхимиков начало игры такое: каждому из игроков раздается по 8 карт: 4 из колоды «Практикум» , 2 из колоды «Университетский курс» и 2 из колоды «Гильдия Алхимиков». Затем так же 4+2+2 карты кладутся на стол в качестве элементов.
Ход каждого игрока состоит их трех фаз. 
При игре Практикум + Гильдия Алхимиков.:
1. В первой фазе игрок берет карты из колод (можно из разных), пока у него не станет 7 карт на руке. Если у него 8 и более карт — он пропускает эту фазу.
2. Во вторую фазу игрок или берет ещё 1 карту или играет карту с руки. Если у него 8 и более карт то он не может больше брать карт и обязан сыграть карту руки.
3. В третью фазу игрок должен сыграть карту с руки.
При игре Практикум + Университетский курс + Гильдия Алхимиков.:
1. В первой фазе игрок берет карты из колод (можно из разных), пока у него не станет 9 карт на руке. Если у него 10 и более карт — он пропускает эту фазу.
2. Во вторую фазу игрок или берет ещё 1 карту или играет карту с руки. Если у него 10 и более карт то он не может больше брать карт и обязан сыграть карту руки.
3. В третью фазу игрок должен сыграть карту с руки.
Последовательность Великого Делания.
Каждому игроку доступно три варианта Последовательноси Великого Делания, указанных на его карте Последовательности. Каждая Последовательность состоит из семи этапов рецептов и завершается созданием одного из трез вариантов Философского Камня. Для сбора любой Последовательности игрок должен последовательно поместить в неё все рецепты, указанные в соответствующем столбце на карте. Этому могут быть рецепты собранные любым игроком а также карты сразу из руки. Когда игрок помещает карту в Последовательность, считается, что он сыграл карту и это составляет целую фазу хода. За каждый новый этап в Последовательности игрок получает соответствующие очки. Если игрок кладет чужой рецепт, то игрок, создавший рецепт получает половину очков. Рецепты в Последовательности считаются собранными и могут быть ингредиентами для других рецептов или могут быть помещены в другую Последовательность. Из последовательности нельзя забирать карту последнего этапа.
В игру добавлены новые заклятья, в том числе и заклятье позволяющее пропускать этап в Последовательности.

## Награды
- 2010 ДетКон — любимая игра[4]
- 2010 МИПЛ — Зал славы[5]